# Челябинская ТЭЦ-4
Челябинская ТЭЦ-4 (до 2018 — Челябинская ГРЭС)  — теплоэлектроцентраль, расположенная в городе Челябинске.  Является одним из основных источников теплоснабжения Челябинска, отапливает Центральный, Калининский, Курчатовский и Советский районы Челябинска.

## История

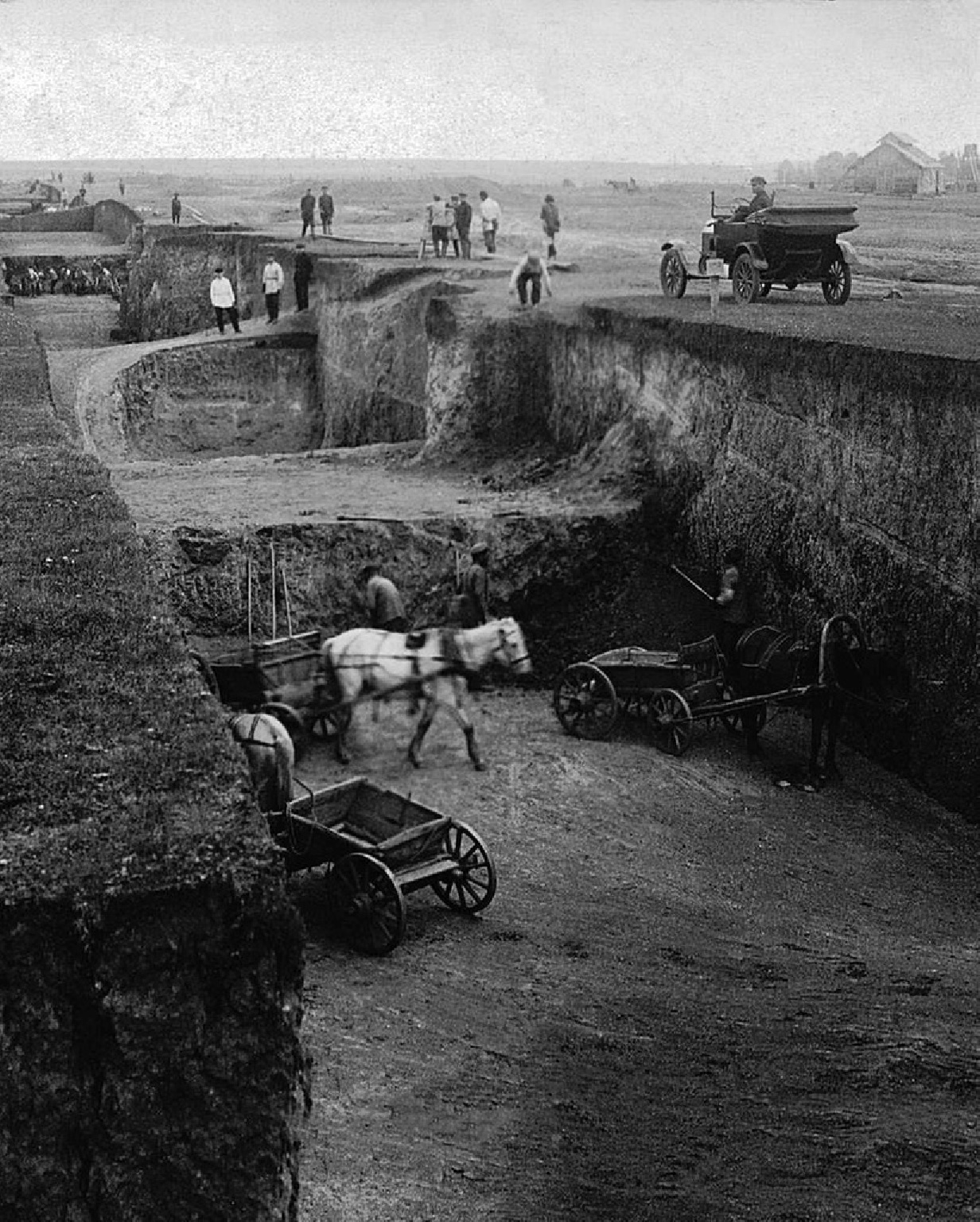
Рытьё котлована под фундамент ЧГРЭС вручную (1927 год)

Введена в эксплуатацию в 1930 году по плану ГОЭЛРО. С вводом станции ускорились строительство и пуск Челябинского тракторного завода, Челябинского электрометаллургического комбината, электролитного цинкового, лакокрасочного, абразивного и других крупных заводов Челябинска и Челябинской области.
Решением Совета народных комиссаров СССР Свердловская, Кизеловская и Челябинская ГРЭС объединены в одну систему — «Уралэнерго». В 1931 году через подстанцию Кыштым-Уфалей Челябинская ГРЭС была соединена со Свердловском линией напряжением 110 кВ.
Изначально работала на местных углях. На ГРЭС были решены проблемы эффективного сжигания низкосортных углей Челябинского угольного месторождения. К концу первой пятилетки мощность Челябинской ГРЭС выросла до 121 МВт. К 1936 году установленная мощность станции достигла 150 МВт.
Приказом народного комиссара электростанций СССР Д. Г. Жимерина № 55 от 15 июля 1942 года для улучшения руководства электростанциями Уральская энергосистема «Главвостокэнерго» была разделена по территориальному признаку на три самостоятельные системы: «Пермэнерго», «Свердловэнерго», «Челябэнерго».
В годы Великой Отечественной войны станция бесперебойно снабжала электроэнергией оборонные предприятия Челябинска и Южного Урала. В апреле 1945 году за успешную работу по энергоснабжению оборонной промышленности Челябинская ГРЭС награждена орденом Ленина.
Челябинская ГРЭС одной из первых электростанций на Урале была реконструирована для комбинированной выработки тепловой и электрической энергии. С 1963 года станция работает и на природном газе.
В 1993 году государственное предприятие — производственное объединение энергетики и электрификации «Челябэнерго» преобразовано в открытое акционерное общество энергетики и электрификации «Челябэнерго». 31 января 2005 году в соответствии с планом реформирования электроэнергетики из ОАО «Челябэнерго» выделено ОАО «Челябинская генерирующая компания», в состав которой вошла Челябинская ГРЭС В результате проведенной реформы, ОАО «Челябинская генерирующая компания» и ОАО «Тюменская региональная генерирующая компания» объединились в единую операционную компанию ОАО «ТГК-10» (позднее – ПАО «Фортум», сейчас – ПАО «Форвард Энерго»).
В 2007 году на Челябинской ГРЭС в рамках программы по замене старого энергооборудования введена новая турбина Р-12-2,7/0,2 Калужского турбинного завода мощностью 12 МВт на месте демонтированной турбины английской фирмы «Метрополитен — Виккерс», эксплуатировавшейся с 1931 года.

## Описание

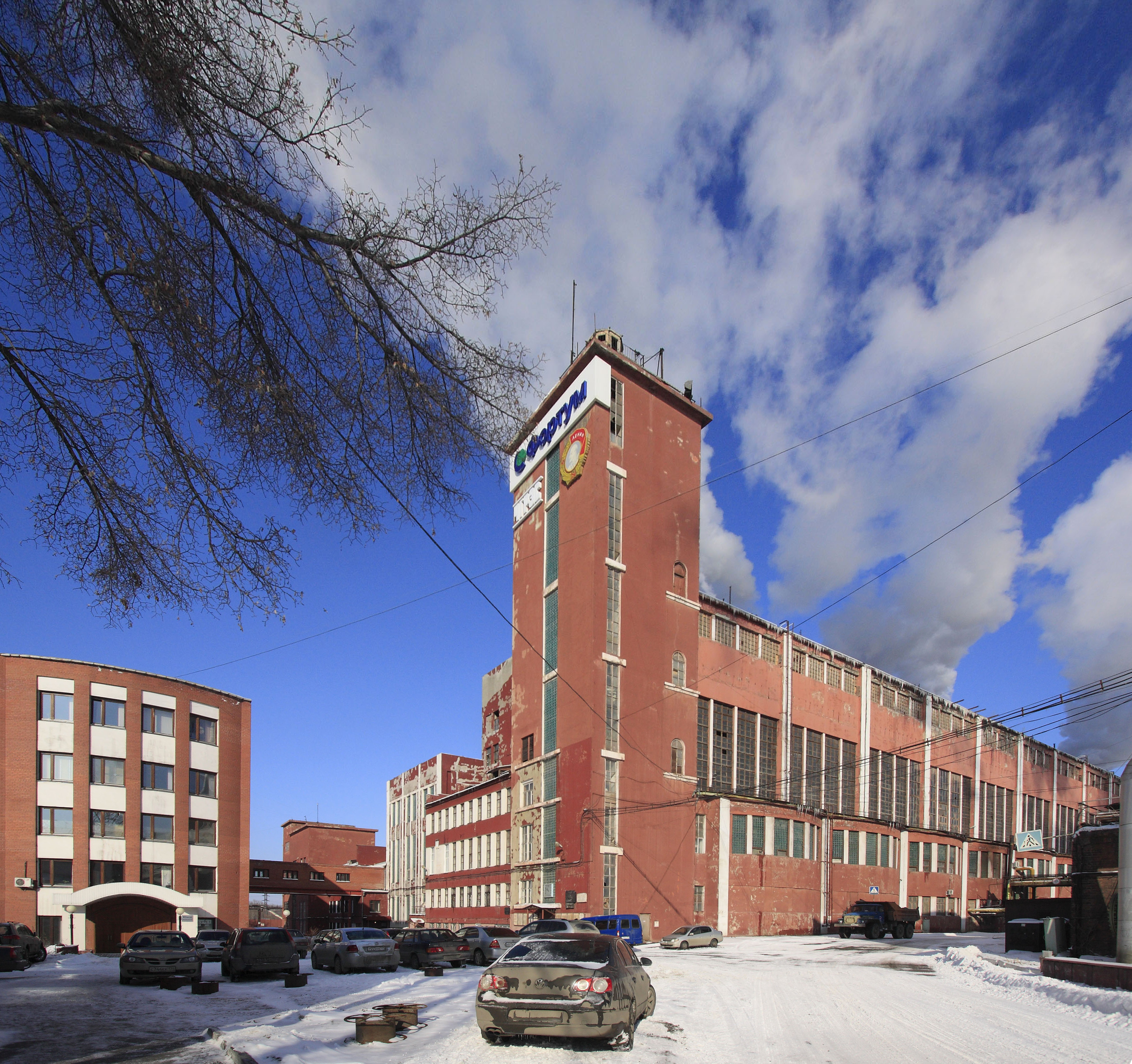
Исторические здания котельных и турбинного зала ЧГРЭС

В новом машинном зале ЧГРЭС расположено более 1 300 единиц оборудования. Ключевые объекты: 3 газовые турбины, 3 паровые турбины, 3 котла-утилизатора и пусковой котёл. Производитель основного энергооборудования — компания Alstom. Топливо — природный газ. Эффективность использования топлива на парогазовых установках ЧГРЭС в комбинированном цикле достигает 83 %. На старой части ЧГРЭС до недавнего времени было установлено 8 противодавленческих турбин (в том числе № 4 1930 года выпуска, № 6 1935 года выпуска, № 7 1960 года выпуска и № 8 1959 года выпуска), 11 энергетических котлов и 4 пиковых водогрейных котла. Большинство этого устаревшего оборудования было выведено из эксплуатации после запуска парогазового энергоблока № 3. Установленная электрическая мощность ЧГРЭС (на 24 ноября 2017 г.) — 742 МВт, тепловая — 850 Гкал/ч.

## Новое строительство
На Челябинской ГРЭС реализован инвестиционный проект по строительству двух энергоблоков ПГУ. Электрическая мощность каждого составляет 247,5 МВт, тепловая — 150 Гкал/ч. Строительство началось в ноябре 2012 года.
1 декабря 2015 года энергоблок № 1 Челябинской ГРЭС введен в коммерческую эксплуатацию. Его установленная электрическая мощность составляет 247,5 МВт, проектная тепловая — 174,45 МВт. Также с 1 декабря начала поступать плата за мощность в рамках договоров на предоставление мощности (ДПМ).
1 марта 2016 года введён в коммерческую эксплуатацию энергоблок № 2. Тем самым, компания завершила инвестиционную программу в России по строительству 2 400 МВт. Ввод новых энергоблоков обеспечил увеличение установленной мощности почти в два раза относительно 2008 года.
23 ноября 2017 года введён в коммерческую эксплуатацию энергоблок № 3. Электрическая мощность блока — 247,5 МВт, тепловая — 150 Гкал/ч. Строительство третьего энергоблока осуществлено компанией с целью полного закрытия 8 турбогенераторов Челябинской ГРЭС, полностью выработавших свой ресурс. Таким образом, компания завершила комплексную реконструкцию Челябинской ГРЭС. Фактически, построена полностью новая парогазовая ТЭЦ — электрической мощностью 742 МВт и тепловой мощностью 850 Гкал/ч.
1 апреля 2018 электростанция была официально переименована в Челябинскую ТЭЦ-4.

## Перечень основного оборудования
| Агрегат                                              | Тип                                | Изготовитель                                                                       | Количество | Ввод в эксплуатацию     | Основные характеристики | Основные характеристики    | Источники |
| Агрегат                                              | Тип                                | Изготовитель                                                                       | Количество | Ввод в эксплуатацию     | Параметр                | Значение                   | Источники |
| ---------------------------------------------------- | ---------------------------------- | ---------------------------------------------------------------------------------- | ---------- | ----------------------- | ----------------------- | -------------------------- | --------- |
| Оборудование парогазовых установок (энергоблоки 1—3) |                                    |                                                                                    |            |                         |                         |                            |           |
| Газовая турбина                                      | GT13E2                             | Alstom                                                                             | 3          | 2015 г. 2016 г. 2017 г. | Топливо                 | газ                        | [ 1 ]     |
| Газовая турбина                                      | GT13E2                             | Alstom                                                                             | 3          | 2015 г. 2016 г. 2017 г. | Установленная мощность  | 174 МВт; 177 МВт; 177 МВт  | [ 1 ]     |
| Газовая турбина                                      | GT13E2                             | Alstom                                                                             | 3          | 2015 г. 2016 г. 2017 г. | tвыхлопа                | 505 °C                     | [ 1 ]     |
| Котёл-утилизатор                                     | HRSG-274,1/62,82-11,5/0,95-541/240 | Alstom                                                                             | 3          | 2015 г. 2016 г. 2017 г. | Производительность      | 274 т/ч                    | [ 1 ]     |
| Котёл-утилизатор                                     | HRSG-274,1/62,82-11,5/0,95-541/240 | Alstom                                                                             | 3          | 2015 г. 2016 г. 2017 г. | Параметры пара          | 117 кгс/см2, 541 °С        | [ 1 ]     |
| Котёл-утилизатор                                     | HRSG-274,1/62,82-11,5/0,95-541/240 | Alstom                                                                             | 3          | 2015 г. 2016 г. 2017 г. | Тепловая мощность       | 0 Гкал/ч                   | [ 1 ]     |
| Паровая турбина                                      | DKZЕ1-1N33                         | Alstom                                                                             | 3          | 2015 г. 2016 г. 2017 г. | Установленная мощность  | 73 МВт; 70,5 МВт; 70,5 МВт | [ 1 ]     |
| Паровая турбина                                      | DKZЕ1-1N33                         | Alstom                                                                             | 3          | 2015 г. 2016 г. 2017 г. | Тепловая нагрузка       | 150 Гкал/ч                 | [ 1 ]     |
| Водогрейное оборудование                             |                                    |                                                                                    |            |                         |                         |                            |           |
| Водогрейный котёл                                    | ПТВМ-100                           | Бийский котельный завод Белгородский котельный завод Дорогобужский котельный завод | 4          | 1966—1969 г.            | Топливо                 | газ                        | [ 1 ]     |
| Водогрейный котёл                                    | ПТВМ-100                           | Бийский котельный завод Белгородский котельный завод Дорогобужский котельный завод | 4          | 1966—1969 г.            | Тепловая мощность       | 100 Гкал/ч                 | [ 1 ]     |